# Слотервил (Оклахома)
Слотервил (енгл. Slaughterville) град је у америчкој савезној држави Оклахома.

## Демографија
По попису из 2010. године број становника је 4.137, што је 528 (14,6%) становника више него 2000. године.
| Група             | 2000.         | 2010.         |
| Белци             | 2.999 (83,1%) | 3.465 (83,8%) |
| Афроамериканци    | 25 (0,7%)     | 34 (0,8%)     |
| Азијати           | 6 (0,2%)      | 23 (0,6%)     |
| Хиспаноамериканци | 146 (4,0%)    | 165 (4,0%)    |
| Укупно            | 3.609         | 4.137         |